# Gottfried Klimbt

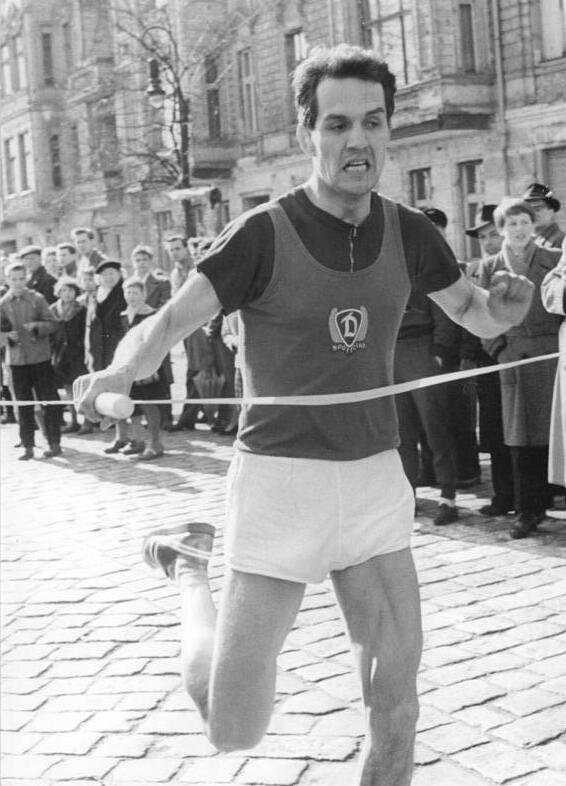
1958 erreicht Klimbt als Schlussläufer der siegreichen Staffel von Dynamo Berlin bei Rund um den Friedrichshain das Ziel.

Gottfried "Rolf" Klimbt (* 8. Januar 1935 in Bertsdorf bei Zittau; † 3. August 2016 in Mönchengladbach) war ein Leichtathlet in der Deutschen Demokratischen Republik (DDR). Er gewann drei DDR-Meistertitel im 400-Meter-Lauf.

## Leben
Rolf Klimbt startete für den SC Dynamo Berlin. Bei den DDR-Meisterschaften 1957 siegte er in 48,5 s über 400 Meter und 3:18,5 min mit der 4-mal-400-Meter-Staffel von Dynamo Berlin, in der er bis 1962 Schlussläufer war. 1958 wiederholte er diese beiden Siege in 47,9 s und in 3:12,6 min. 1959 wurde Klimbt im Endlauf über 400 Meter disqualifiziert, gewann aber mit der Staffel seinen dritten Titel in Folge. 1960 verlor Klimbt das Einzelfinale in 47,0 s gegen Karl Storm, der in 46,9 s einen neuen DDR-Rekord aufstellte. Bei den DDR-Meisterschaften 1961 stand Klimbt in drei Endläufen: Er gewann über 400 Meter in 48,0 s, belegte in 52,1 s den zweiten Platz hinter Herbert Widera im 400-Meter-Hürdenlauf und siegte mit der Berliner Staffel in 3:12,7 min. 1962 gewann Klimbt noch einmal mit der Staffel. 
Rolf Klimbt war der erste 400-Meter-Läufer der DDR, der dreimal Meister im 400-Meter-Lauf wurde, nach ihm gelang dies dem Potsdamer Wolfgang Müller; in den 1980er Jahren siegte dann Thomas Schönlebe fünfmal. Mit der Staffel gewann außer Klimbt nur Wolfgang Müller fünf Meistertitel. Klimbt gelangen auch zwei DDR-Rekorde. 1961 stellte er in 46,9 s den Rekord von Karl Storm ein, 1962 verbesserte er den Rekord auf 46,8 s.    
Rolf Klimbt war gelernter Konfektmacher.